# Marmur (album)
Marmur – pierwszy album studyjny polskiego rapera Taco Hemingwaya. Wydawnictwo ukazało się 2 listopada 2016 roku nakładem własnej wytwórni Taco Corp. Został udostępniony na stronie internetowej rapera i w serwisie YouTube. Ponadto, 3 listopada płyta została udostępniona bezpłatnie w formie digital stream na kanale YouTube wydawcy. Materiał został w całości wyprodukowany przez Rumaka, miksowanie i mastering wykonał DJ Eprom. Album reprezentuje stylistykę alternatywnego hip-hopu. Jest to album koncepcyjny, który opowiada o przybyciu rapera do fikcyjnego Hotelu Marmur i poznaniu tam tajemniczej osoby.
Marmur spotkał się z dobrym przyjęciem krytyków muzycznych. Pomimo tego krytycy zarzucali iż poprzednie płyty słuchało się lepiej, a sam raper popada w monotematyczność. Album zadebiutował niżej niż poprzedni projekt, na 3. miejscu OLiS, aczkolwiek raper po raz pierwszy zdobył status złotej płyty, po sprzedaniu 15 tys. nośników, a album spędził na liście ponad 50 tygodni.. Do 2019 roku album wyróżniono statusem platynowej płyty, po sprzedaży w ponad 30 tys. egzemplarzach. W 2024 wydawnictwo powróciło na 2. miejsce polskiej listy sprzedaży – OLiS.
W ramach promocji wydawnictwa Hemingway wyruszył w trasę koncertową Marmur Tour, obejmującą największe miasta Polski.

## Geneza, nagranie i wydanie

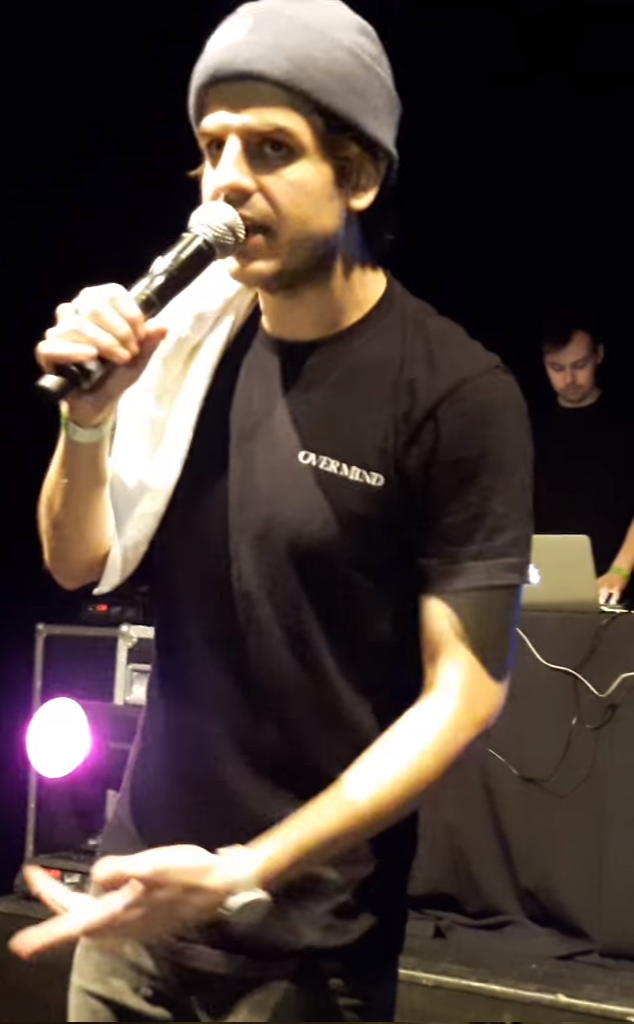
Taco Hemingway podczas trasy Marmur Tour, 2016

Poprzednie nagranie, Wosk, zebrało dobre oceny aczkolwiek słabsze od poprzednich wydań. W lutym 2016 roku raper zaczął pisać pierwsze teksty na album. 5 lipca 2016 roku premierę miał singiel pt. „Deszcz na betonie” który wraz z teledyskiem ukazał się na serwisie YouTube, zapowiadający album na jesień. Za reżyserie teledysk odpowiedzialni są studio takie.pany oraz Łukasz Partyka. Singiel okazał się hitem w wielu rozgłośniach radiowych, osiągając sukcesy na listach przebojów m.in. docierając do 1. miejsca radia UWM FM.
2 grudnia 2016 roku nakładem Asfalt Records w dystrybucji Warner Music Poland album trafił do sprzedaży na płycie CD w nieograniczonym nakładzie. Wydawnictwo składało się z jednej płyty CD, za projekt graficzny odpowiedzialny jest Łukasz Partyka.
Utworami takimi jak „Deszcz na betonie”, „Święcące prostokąty” czy „Grubo-chude psy” trafił na listy przebojów radiowych. Raper po premierze odbył trasę koncertową nazwaną Marmur Tour, odwiedzając m.in. Warszawę, Gdańsk, Poznań czy Kraków podczas których zaprezentował nagrania pochodzące z płyty.

## Analiza i interpretacja
Według Marcina Flinta, album stylistyką przypomina poprzednie nagrania, też jest to alternatywny rap. Dawid Bartkowski z portalu Vice.com sądzi podobnie, dodatkowo zauważył, że raper zaczął podśpiewywać na refrenach. Jacek Świąder nazwał album nieco mroczniejszym od poprzednich dzieł, nie tylko tekstowo, ale i również muzycznie. Bartkowski pochwalił producenta Rumaka za bardzo spójny muzyczny podkład utrzymujący się przez całą płytę. Marcin Flint pochwalił produkcje muzyczną, jednakże zarzucił niektórym monotonność i leniwość.
Bartkowski napisał, że raperowi wciąż zdarzają się błyskotliwe linijki, ale wśród nich znajdziemy też wiele banalnych. Flint natomiast stwierdził, że raper stał się nudniejszy niż poprzednio, aczkolwiek nadal potrafi błysnąć ciekawymi wersami. Jacek Świąder wyróżnił styl opowiadania historii na albumie, jednak zaznaczył, że czasem historia potrafi przynudzać.

### Utwory
Jak naprawdę jest z tym „Marmurem”? Jest to płyta niezła, momentami dobra, ale na dłuższą metę taka, do której się raczej nie będzie wracać. Najważniejsze jednak jest to, że… Taco wykorzystuje swoje 5 minut łechcąc koniunkturę.

Album opowiada zwartą historię, w której artysta ucieka z Warszawy do hotelu w Sopocie, gdzie spędza całe wakacje, natrafiając na tajemniczą osobę. Pierwszy utwór opowiada o ucieczce z Warszawy, spotkaniu tajemniczej osoby w pociągu i przyjeździe do tytułowego hotelu. W utworze „Żyrandol” raper opisuje hotel, gości oraz tajemniczą postać. Według Dawida Bartkowskiego utwór imponuje mocnym otwarciem zwrotki i wpadającym w ucho refrenem. Aleksander Pieniążek twierdzi, że utwór zawiera fajne gry słowne, trafne i celne spostrzeżenia o ludziach. W następnym utworze raper opuszcza hotel i zostaje pobity przez kiboli na ulicach Gdańska. Marcin Flint stwierdził, że podkład piosenki jest zbyt wolny i płaski. W piątym utworze „Grubo-chude psy” muzyk wraca do hotelu i zasypia, śniąc o Warszawie. W piosence pt. „Siwe włosy” raper spotyka recepcjonistkę, która opowiada mu swoją historię miłosną. Jacek Świąder twierdzi, że głos rapera świetnie nadaje tempo utworowi. W następnym utworze raper opowiada miłosną historię recepcjonistki. Utwór „Świat jest WFem” raper poświęca wspomnieniom o swojej dziewczynie, nawiązując do dyscyplin sportowych. Krytyk Jacek Świąder uważa, że raper dobrze przyspiesza tempo w utworze, zaś Aleksander Pieniążek twierdzi, że jest to jeden z lepszych kawałków na płycie pod względem techniki. Marcin Flint uważa, że jest to utwór, do którego będzie można wracać po odsłuchaniu płyty.
Kolejny utwór opowiada o awersji, jaką raper odczuwa wobec urządzeń elektronicznych, oraz tęsknocie za czasami bez telefonów i internetu. Dziennikarz Aleksander Pieniążek po raz kolejny zauważa trafne obserwacje muzyka. Marcin Flint z portalu Interia.pl docenia prosty i dobrze dopasowany podkład muzyczny. Piosenka „Tsunami Blond” opowiada o imprezie, w której raper bierze udział i której dosyć mocno się oddaje. Marcin Flint krytykuje jednak podkład muzyczny w utworze, nazywając go „wieśniackim w stylu electro”. W kolejnym utworze muzyk opowiada, że w poprzedniej piosence nie był sobą, ponieważ tajemniczy gość dosypał mu czegoś do kubka. W trzynastym utworze raper spotyka się z terapeutą i opowiada o całej swojej przeszłości. Kolejny utwór pt. „Ściany mają uszy” opowiada o tym, że muzyk powoli znów zaczyna cieszyć się życiem. Jacek Świąder twierdzi, że tego typu utwory pokazują, jak raper jest więźniem własnego stylu i jak trudno mu się odnaleźć w innych. W przedostatnim utworze „To by było na tyle” raper spotyka się z tajemniczym gościem, który okazuje się być jego alter ego. Krytyk Marcin Flint twierdzi, że zakończenie historii jest rozczarowujące. W ostatnim utworze, który był singlem – „Deszcz na betonie” – raper wraca do Warszawy wraz ze swoim alter ego. Igor Knapczyk z portalu kinkyowl.pl napisał, że leniwe tło bitowe doskonale łączy się z uczuciową warstwą tekstową Filipa. Natomiast Łukasz Borys ze strony Muzykocholicy.pl nazwał utwór „genialnym kawałkiem”, zwracając szczególną uwagę na dobrze napisany tekst i brzmienie rapera.

## Marmur Tour
Trasa koncertowa polskiego rapera Taco Hemingwaya. Odbyła się od 3 listopada do 10 grudnia 2016 roku w ramach promocji albumu Marmur oraz minialbumu Wosk.
Trasa objęła dwadzieścia jeden koncertów, w siedemnastu miastach w Polsce.

### Lista koncertów
| Data              | Miejscowość | Państwo | Obiekt                             |
| ----------------- | ----------- | ------- | ---------------------------------- |
| 3 listopada 2016  | Gdańsk      | Polska  | Gdańsk – B90                       |
| 4 listopada 2016  | Łódź        | Polska  | Klub Wytwórnia                     |
| 5 listopada 2016  | Katowice    | Polska  | Fabryka Porcelany                  |
| 8 listopada 2016  | Kraków      | Polska  | Klub Kwadrat                       |
| 9 listopada 2016  | Kraków      | Polska  | Rotunda Centrum Kultury            |
| 10 listopada 2016 | Rzeszów     | Polska  | Klub Muzyczny Life House           |
| 11 listopada 2016 | Kielce      | Polska  | Bohomass lab                       |
| 12 listopada 2016 | Kielce      | Polska  | Bohomass lab                       |
| 13 listopada 2016 | Lublin      | Polska  | Radość                             |
| 22 listopada 2016 | Szczecin    | Polska  | Dom Kultury „Słowianin”            |
| 25 listopada 2016 | Opole       | Polska  | Narodowe Centrum Polskiej Piosenki |
| 26 listopada 2016 | Legnica     | Polska  | Klub Spiżarnia                     |
| 27 listopada 2016 | Wrocław     | Polska  | Krakowska 100                      |
| 28 listopada 2016 | Wrocław     | Polska  | Krakowska 100                      |
| 1 grudnia 2016    | Warszawa    | Polska  | Palladium                          |
| 2 grudnia 2016    | Częstochowa | Polska  | Klub Rura                          |
| 6 grudnia 2016    | Poznań      | Polska  | Sala Koncertowa na INEA Stadionie  |
| 7 grudnia 2016    | Toruń       | Polska  | NRD Klub                           |
| 8 grudnia 2016    | Toruń       | Polska  | „Od Nowa”                          |
| 9 grudnia 2016    | Olsztyn     | Polska  | Nowy Andergrant                    |
| 10 grudnia 2016   | Białystok   | Polska  | REJS Klub Muzyczny                 |

## Odbiór

### Krytyczny
Album Marmur otrzymał dobre opinie recenzentów.
Krytyk muzyczny Jacek Świąder z „Gazety Wyborczej” dał albumowi ocenę 5/6, pisząc, że „Fani będą z „Marmuru” zadowoleni. Znajdą na nim starego znajomego, który mówi do ziomeczków.”. Natomiast portal Interia.pl w recenzji Marcina Flinta przyznał albumowi tylko 5/10 gwiazdek, nazywając ją dobrą, ale słabszą płytą niż poprzednie wydawnictwa Taco Hemingwaya, dodając: „Po całej opowieści zostajemy z płytą, do której nie chce się wracać, jakby nagraną, bo już trzeba było, zanim pięć minut zainteresowania nie minie”. Dziennik Newsweek wypowiedział się pozytywnie na temat płyty, pisząc, że jest to niezwykły album z ciekawą historią, dając mu 5 na 6 gwiazdek. Natomiast Maciej Wojszkun z portalu allaboutmusic.pl przyznał albumowi 6 gwiazdek w skali 10-punktowej. Pochwalił płytę przede wszystkim za trafne i chwytliwe wersy, natomiast zarzucił raperowi słaby warsztat techniczny. Dodał na koniec, że mógł to być znakomity album, a wyszedł średni i frustrujący.
Pozytywnie na temat płyty wypowiedziały się też takie portale jak CGM.pl oraz Glamrap.pl. Marcin Bartkowski na łamach portalu Vice ocenił płytę pozytywnie. W swojej recenzji napisał, że album jest naprawdę dobry, jednak męczy przy dłuższym słuchaniu, dodając: „Jest to płyta niezła, momentami dobra, ale na dłuższą metę taka, do której się raczej nie będzie wracać”. Krytyk zwrócił również uwagę na wysoką jakość produkcji, chwaląc Rumaka za ciekawe i innowacyjne podkłady muzyczne. Łukasz Borys ze strony wybieramkulturę.pl przyznał albumowi ocenę 4,5 w skali 6-punktowej. W swojej recenzji napisał, że na albumie znajduje się wiele utworów, które w przyszłości mogą stać się hitami na miarę „Następna stacja”.

### Komercyjny
Nagrania nie przebiły poprzedniego albumu, Umowy o dzieło, i zadebiutowały na 3. miejscu polskiej listy przebojów – OLiS, jednakże utrzymywały się na niej aż przez 35 tygodni. W serwisach streamingowych największą popularność zdobyły utwory „Żyrandol” i „Marmur”, osiągając liczbę kilku milionów odtworzeń. Do 9 lutego 2017 roku album rozszedł się w ponad 15 tys. egzemplarzy, tym samym raper po raz pierwszy w karierze zdobył status złotej płyty w Polsce. Raper drugi rok z rzędu uzyskał nominację do nagrody Fryderyków w kategorii Album roku hip-hop, tym razem przegrywając z O.S.T.R.. Album został również nominowany do tytułu Polskiej płyty roku według portalu Onet.pl. Album był 35. najlepiej sprzedającym się polskim albumem w kraju w 2016 roku oraz 53. najlepiej sprzedającym się polskim albumem w 2017 roku. Okładka płyty została wybrana najlepszą okładką muzyczną w 2016 roku. Do końca roku 2019 album rozszedł się w ponad 30 tys. egzemplarzy, co zapewniło mu status platynowej płyty.

### Nagrody i nominacje
| Rok  | Kategoria                    | Nagroda              | Rezultat  |
| ---- | ---------------------------- | -------------------- | --------- |
| 2016 | 10 najlepszych polskich płyt | Newonce              | Nominacja |
| 2016 | Płyta roku – Polska          | Onet – Najlepsi 2016 | Nominacja |
| 2017 | Najlepsze okładki płyt       | Cover awArts 2016    | Wygrana   |
| 2017 | Album roku hip-hop           | Fryderyki 2017       | Nominacja |

## Lista utworów
Opracowano na podstawie materiału źródłowego. 
| Nr  | Tytuł utworu             | Tekst            | Producent                 | Długość |
| --- | ------------------------ | ---------------- | ------------------------- | ------- |
| 1.  | „Marmur”                 | Filip Szcześniak | Rumak, Maciej Szczerbicki | 5:10    |
| 2.  | „Witaj w Hotelu Marmur”  | F. Szcześniak    | Rumak                     | 0:50    |
| 3.  | „Żyrandol”               | F. Szcześniak    | Rumak                     | 3:51    |
| 4.  | „Krwawa jesień”          | F. Szcześniak    | Rumak                     | 4:23    |
| 5.  | „Grubo-chude psy”        | F. Szcześniak    | Rumak                     | 2:50    |
| 6.  | „Portier!”               | F. Szcześniak    | Rumak                     | 0:51    |
| 7.  | „Mgła I (Siwe włosy)”    | F. Szcześniak    | Rumak                     | 3:54    |
| 8.  | „Mgła II (Mówisz, masz)” | F. Szcześniak    | Rumak                     | 3:43    |
| 9.  | „Świat jest WFem”        | F. Szcześniak    | Rumak                     | 3:28    |
| 10. | „Świecące prostokąty”    | F. Szcześniak    | Rumak                     | 4:17    |
| 11. | „Tsunami blond”          | F. Szcześniak    | Rumak                     | 2:56    |
| 12. | „Ślepe sumy”             | F. Szcześniak    | Rumak, Maciej Szczerbicki | 3:36    |
| 13. | „Żywot”                  | F. Szcześniak    | Rumak                     | 5:15    |
| 14. | „Ściany mają uszy”       | F. Szcześniak    | Rumak                     | 3:54    |
| 15. | „Jak cień”               | F. Szcześniak    | Rumak                     | 0:39    |
| 16. | „To by było na tyle”     | F. Szcześniak    | Rumak                     | 4:06    |
| 17. | „Deszcz na betonie (?)”  | F. Szcześniak    | Rumak                     | 3:53    |
|     |                          |                  |                           | 57:36   |

Sample
- W utworze „Portier!” wykorzystano sample z utworu „Pierwszy siwy włos” w wykonaniu Marty Mirskiej[50].
- W utworze „Jak cień” wykorzystano sample z utworu „To on – ten rytm” w wykonaniu grupy Pro Contra[51]

## Sprzedaż

### Pozycje w notowaniach OLiS
OLiS jest ogólnopolskim notowaniem, tworzonym przez agencję TNS Polska na podstawie sprzedaży albumów muzycznych na nośnikach fizycznych (od tygodnia 36 lista uwzględnia informacje o pobraniach w formacie digital download czy odtworzeniach w serwisach streamingowych).
| Tydzień | 1      | 2      | 3      | 4      | 5      | 6      | 7      | 8      | 9      | 10     | 11     | 12     | 13     | 14     | 15     | 16     |
| ------- | ------ | ------ | ------ | ------ | ------ | ------ | ------ | ------ | ------ | ------ | ------ | ------ | ------ | ------ | ------ | ------ |
| Pozycja | 3      | 20     | 14     | 13     | 17     | 9      | 11     | 15     | 22     | 28     | 33     | 33     | 28     | 32     | 28     | 39     |
| Źródło  | [ 53 ] | [ 54 ] | [ 55 ] | [ 56 ] | [ 57 ] | [ 58 ] | [ 59 ] | [ 60 ] | [ 61 ] | [ 62 ] | [ 63 ] | [ 64 ] | [ 65 ] | [ 66 ] | [ 67 ] | [ 68 ] |
| Tydzień | 17     | 18     | 19     | 20     | 21     | 22     | 23     | 24     | 26     | 27     | 28     | 29     | 30     | 31     | 32     | 33     |
| Pozycja | 44     | 46     | 46     | 28     | 43     | 45     | 33     | 41     | 47     | 43     | 48     | 45     | 41     | 41     | 48     | 42     |
| Źródło  | [ 69 ] | [ 70 ] | [ 71 ] | [ 72 ] | [ 73 ] | [ 74 ] | [ 75 ] | [ 76 ] | [ 77 ] | [ 78 ] | [ 79 ] | [ 80 ] | [ 81 ] | [ 82 ] | [ 83 ] | [ 84 ] |
| Tydzień | 34     | 35     | 36     | 37     | 38     | 39     | 40     | 41     | 42     | 43     | 44     | 45     | 46     | 47     | 48     | 49     |
| Pozycja | 40     | 32     | 79     | 2      | 18     | 76     | 77     | 26     | 48     | 18     | 19     | 20     | 20     | 22     | 23     | 21     |
| Źródło  | [ 85 ] | [ 86 ] | [ 87 ] | [ 87 ] | [ 87 ] | [ 87 ] | [ 87 ] | [ 87 ] | [ 87 ] | [ 87 ] | [ 87 ] | [ 87 ] | [ 87 ] | [ 87 ] | [ 87 ] | [ 87 ] |
| Tydzień | 50     | 51     | 52     | 53     | 54     | 55     | 56     | 57     | 58     | 59     | 60     | 61     | 62     | 63     | 64     | 65     |
| Pozycja | 26     | 41     | 64     | 93     | 60     | 61     | 97     | 80     | 47     |        |        |        |        |        |        |        |

| Miesiąc       | Pozycja |
| ------------- | ------- |
| Czerwiec 2021 | 8       |

| Rok  | Pozycja |
| ---- | ------- |
| 2016 | 51      |
| 2017 | 81      |
| 2021 | 30      |
| 2024 | 90      |

### Certyfikat ZPAV
Certyfikaty sprzedaży są wystawiane przez Związek Producentów Audio-Video za osiągnięcie określonej liczby sprzedanych egzemplarzy, obliczanej na podstawie kupionych kopii fizycznych i cyfrowych, a także odtworzeń w serwisach streamingowych.
| Certyfikat      | Liczba egzemplarzy | Data             |        |
| --------------- | ------------------ | ---------------- | ------ |
| złota płyta     | 15 000             | 8 lutego 2017    | [ 93 ] |
| platynowa płyta | 30 000             | 16 stycznia 2019 | [ 7 ]  |

## Historia wydania
| Data             | Format                       | Wytwórnia      |        |
| ---------------- | ---------------------------- | -------------- | ------ |
| 3 listopada 2016 | streaming · digital download | Taco Corp      | [ 1 ]  |
| 2 grudnia 2016   | CD                           | Asfalt Records | [ 1 ]  |
| 31 sierpnia 2018 | box set                      | Asfalt Records | [ 1 ]  |
| 6 kwietnia 2020  | winyl                        | Asfalt Records | [ 94 ] |

## Personel
Za powstanie albumu odpowiedzialne są następujące osoby:
| - Filip Szcześniak – słowa, rap, śpiew - Maciej Ruszecki – produkcja muzyczna, muzyka - Łukasz Partyka – projekt okładki - Staszek Koźlik – realizacja nagrań - Michał Baj – miksowanie, mastering |  | - Katarzyna Kowalczyk – gościnnie śpiew utworze „Żyrandol” - Arkadiusz „Ras” Sitarz – gościnnie głos utworze „Ściany mają uszy” - Maciej Szczerbicki – gitara basowa w utworach „Marmur” i „Ślepe sumy” |

Nagrań dokonano w Studiu Muranów w Warszawie.